# Francisco Díaz de León
Francisco Díaz de León (* 24. September 1897 in Aguascalientes, Mexiko; † 29. Dezember 1975 in Mexiko-Stadt, Mexiko) war ein mexikanischer Grafiker und 1968 eines der Gründungsmitglieder der Academia de Artes.

## Leben
Díaz de León studierte ab 1917 an der Academia de San Carlos und besuchte die Freiluftmalschule von Santa Anita in Chimalistac. Mit seinen Arbeiten und Techniken zählt er zu den Vorreitern moderner Kunstgrafik in Mexiko. Er verwendete dabei die Verfahren der Kaltnadelradierung, Radierung, Holz- und Aquatinta-techniken. Außerdem war er erfolgreicher Hochschuldozent. Er legte mit seiner Konzeptarbeit für das Secretaría de Educación Pública (SEP) den Grundstein für die Gründung der Graphikschule Escuela de Artes del Libro.